# Gare routière de Poitiers
La gare routière de Poitiers Toumaï, dans le département de la Vienne et la région Nouvelle-Aquitaine, est située à proximité du centre-ville de Poitiers et de la Gare SNCF de Poitiers.

## Réseaux d'autocars utilisant la gare routière de Poitiers-Toumaï
- Lignes en Vienne : réseau départemental de la Vienne.
- TER Centre-Val de Loire
  - Ligne Poitiers - Châteauroux
- TER Nouvelle-Aquitaine
- TER Pays de la Loire
  - Lignes Poitiers - Nantes
- Vitalis :
  - Lignes directs : 1, 2A, 2B, 3, 11, 12, 13, 14, 16, 17, 21, 24, 25, 29, N1, N2, N3, A, B, C, D et E
- Eurolines
- FlixBus
- Ouibus